# Boissonneaua jardini
Boissonneaua jardini là một loài chim trong họ Trochilidae.

## Hình ảnh

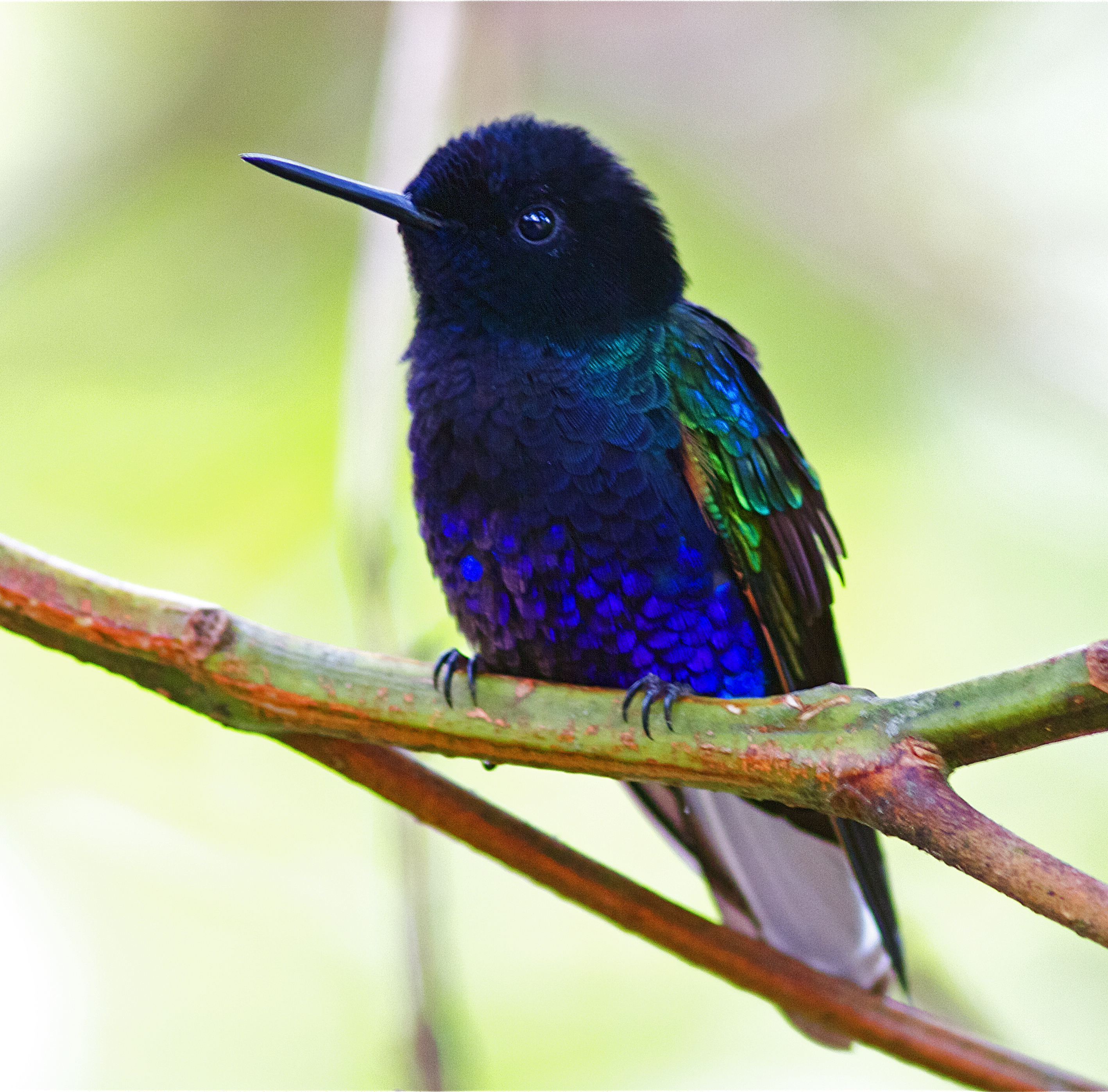
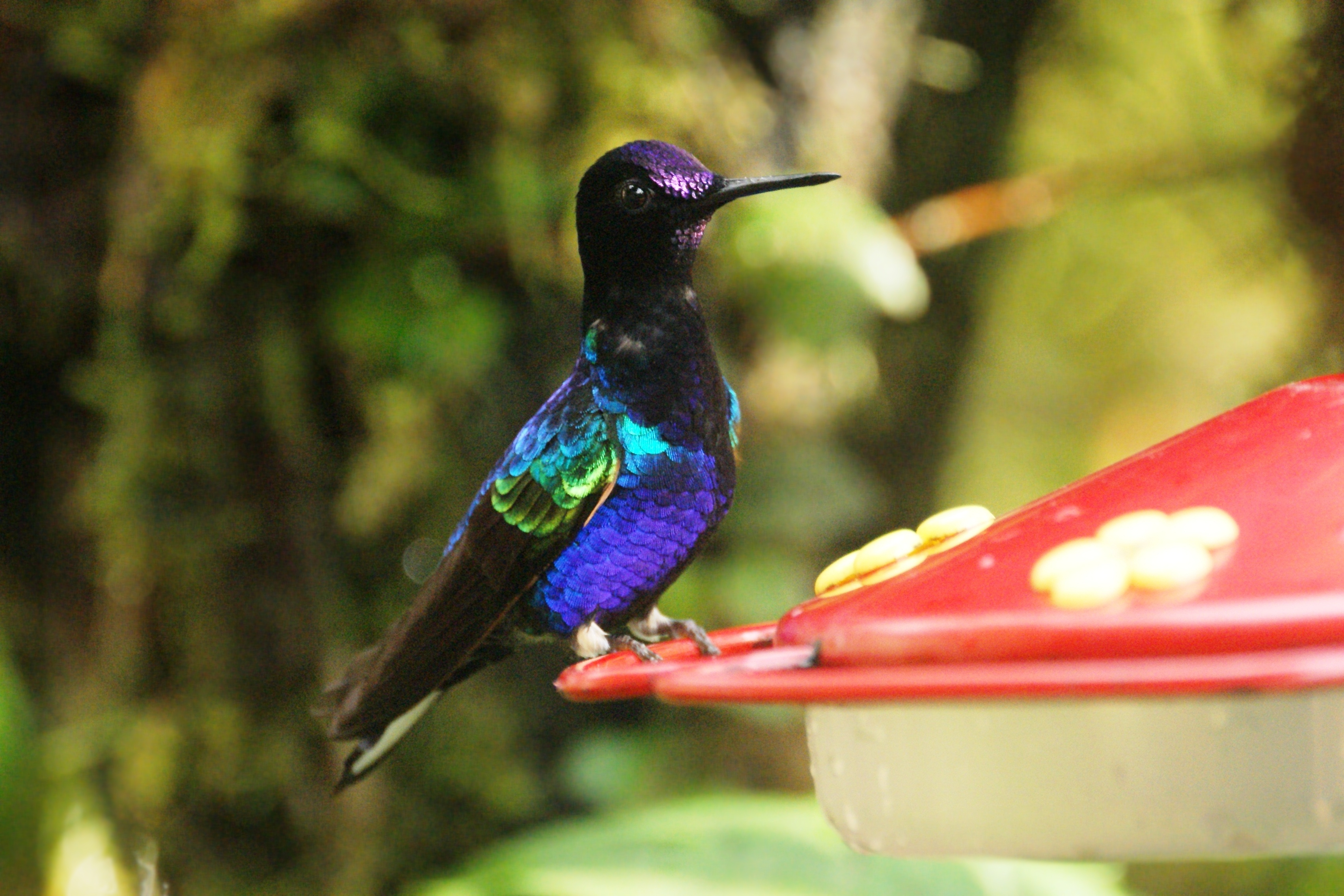
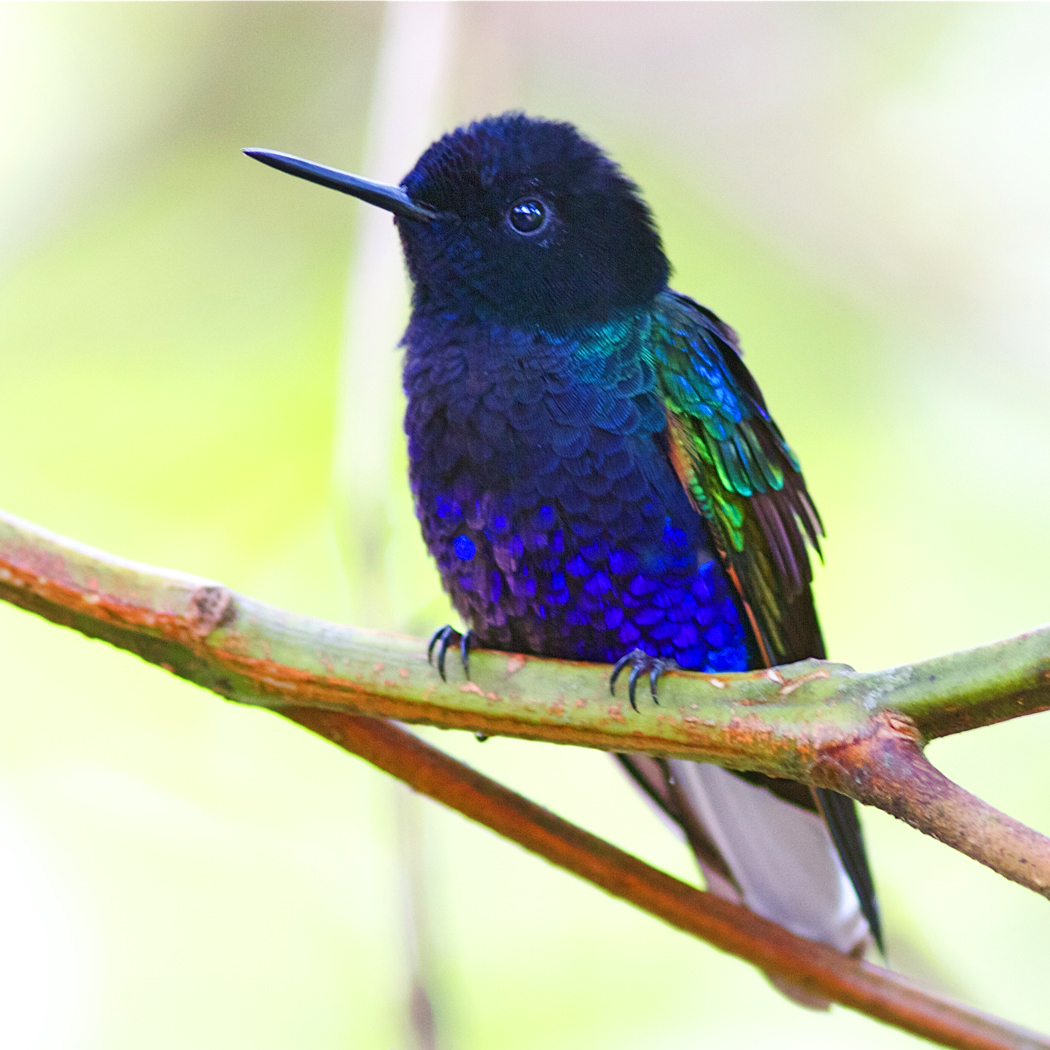